# Láthatatlan Kéz (Csillagok háborúja)
A Láthatatlan Kéz (angolul Invisible Hand) kitalált űrhajó a George Lucas által megalkotott Csillagok háborúja univerzumban. Ez a módosított Providence-osztályú anyahajó/romboló volt a Klónháborúk idején Grievous tábornok és a Független Rendszerek Konföderációjának zászlóshajója. A filmben egyszer tűnik fel, a Csillagok háborúja III: A Sith-ek bosszújában.
A Láthatatlan Kéz szeparatista zászlóshajó katonái Coruscanton, a Galaktikus Köztársaság fővárosában, egy rajtaütéssel elrabolják Palpatine főkancellárt. Mielőtt azonban el tudnának menekülni, köztársasági cirkálók veszik körül a konföderációs csatahajókat, és ádáz küzdelem kezdődik a főváros felett. A Láthatatlan Kéz súlyos sérüléseket szenved, így a kancellár menekítésére érkezett két legendás jedi-lovag, Anakin Skywalker és Obi-Wan Kenobi, a széteső hajóroncs fedélzetén kénytelenek megkeresni Palpatine-t. Miután Skywalker a kilátótoronyban legyőzi nagy riválisát, Dooku grófot, megmenekítik a kancellárt, de nem sikerül messzire jutniuk. A cirkáló egyik folyosóján lekapcsolják őket, majd a hídra kísérik, ahol már Grievous tábornok várja őket. A két jedi hősiesen küzd, de Grievous tábornok megszökik. A csatahajó szétrepedt vezetékein kiömlő folyékony hűtőanyag hajtóanyaggal és láthatatlan, különleges üzemanyaggal keveredik. A mesterséges gravitáció, a tenzormezők és tehetetlenségi kiegyenlítők kezdik felmondani a szolgálatot. A magatehetetlen hajó elemeire esik szét. A csata tovább folyik, míg a Láthatatlan Kéz megkezdi zuhanását a Coruscant felé. Anakin tehetséges pilóta, így a kétfelé szakadt hajót némi nehézséggel ugyan, de oltósiklók kíséretében sikerül letennie a nyílt pályán. A mentőakció ugyan komoly károkat okoz, de sikeresnek könyvelhető el.

## Hírhedt fogások
A vérszomjas Grievous tábornok parancsnoksága alatt a Láthatatlan Kéz kulcsszerepet játszott a Szeparatista Galaktikus Mag elleni támadásokban. Ilyen például a Loedorviai Agybénító járvány kibocsátása, amitől a Weemell-szektorban állomásozó klónseregek szinte minden embere lelassult. A csatacirkáló 26, stratégiai jelentőségű köztársaságpárti világ ellen indított támadást. Ezek egyike volt az órákig tartó orbitális bombázás, amely a Galaktikus Köztársaság egyik legidősebb világát, a Humbarnie városbolygót szinte elnéptelenítette, és a bolygó felső kérgét szétolvasztotta. A Láthatatlan Kéz vezetésével történt az a támadás is, amely a Konföderációnak való behódolásra késztette a durokat, a neimoidiaiak legközelebbi rokonait. A köztársasági kémek megpróbálták követni a hajó útvonalát, de sajnos kevés sikerrel, mert Grievous tábornok gyakran – megtévesztésül – a Lucid Voice nevű hajóját használta a Középső Peremvidék rendszereiben végzett őrjáratai során.

## A színfalak mögött
A rendező, George Lucas már nem a régi, jól bevált módszert alkalmazta a hajó létrehozásakor. Míg az 5. rész óriási csillagrombolóit hatalmas, méteres makettel oldotta meg, 30 év elteltével lehetővé vált egy hasonló kaliberű űrhajó számítógépes animációval való megvalósítása. Így nem volt nehéz a szemünk elé varázsolnia a több mint 1 km hosszú csatacirkálót.